# Constantă ebulioscopică
În termodinamică constanta ebulioscopică, Ke, leagă molalitatea cu creșterea punctului de fierbere (care este o proprietate coligativă).
Constanta ebulioscopică este o mărime fizică intensivă.

## Definiție
Constanta ebulioscopică este raportul dintre creșterea punctului de fierbere și molalitate:
{\displaystyle K_{e}={\frac {\Delta T_{e}}{i\,b}}}
unde
{\displaystyle \Delta T_{e}} este creșterea punctului de fierbere, definit ca diferența de temperatură dintre punctul de fierbere {\displaystyle T_{t}} al soluției și punctul de fierbere {\displaystyle T_{t}^{0}} al solventului pur;
i este factorul van 't Hoff, numărul de particule pe care le formează substanța dizolvată când este dizolvată;
b este molalitatea soluției.

## Descriere
Prin ebulioscopie, o constantă cunoscută poate fi utilizată pentru a calcula o masă molară necunoscută. Termenul „ebulioscopie” înseamnă „măsurarea fierberii” în limba latină. Creșterea punctului de fierbere este o proprietate coligativă, deci ΔT depinde doar de numărul de particule dizolvate, nu de natura acelor particule. Ebulioscopia este similară crioscopiei, care determină aceeași valoare din constanta crioscopică (a scăderii punctului de îngheț).
Valoarea lui Ke, care depinde de natura solventului, poate fi calculată din următoarea ecuație:
{\displaystyle K_{e}={\frac {RMT_{e}^{2}}{1000\Delta H_{vap}}}}
unde
R este constanta universală a gazului ideal,
M este masa molară a solventului,
Te este punctul de fierbere al solventului pur, în K,
ΔHvap este căldura latentă de vaporizare molară a solventului.

## Valori pentru câțiva solvenți
| Solvent                | Ke (K⋅kg/mol) |
| ---------------------- | ------------- |
| Acid acetic            | 3,08          |
| Apă                    | 0,512         |
| Benzen                 | 2,53          |
| Camfor                 | 5,95          |
| Ciclohexan             | 2,79          |
| Cloroform              | 3,63          |
| Etanol                 | 1,07          |
| Eter dietilic          | 2,02          |
| Sulfură de carbon      | 2,34          |
| Tetraclorură de carbon | 5,03          |

Constanta ebulioscopică, deoarece este o mărime fizică care depinde de natura substanțelor, caracterizează sistemul termodinamic la care se referă, fiind astfel o proprietate termodinamică. Deoarece nu depinde de mărimea sistemului, este o proprietate intensivă.